# Arnold Zomerfeld
Arnold Zomerfeld (Königsberg, danas Kalinjingrad, 5. decembar 1868. – Minhen, 26. april 1951) njemački fizičar i matematičar. Studirao matematiku i fiziku u Kalinjingradu, doktorirao 1891. Karijeru je započeo na Univerzitetu u Getingenu 1895. Bio je rukovodilac Odelenja za primenjenu mehaniku na Univerzitetu u Ahenu (od 1900. do 1906), kao vanredni profesor predavao je i istraživao hidrodinamiku, a od 1906. bio je redovni profesor i direktor novog Instituta za teorijsku fiziku u Minhenu. Više od 32 godine u Minhenu je predavao mehaniku, mehaniku elastičnih sredstava, elektrodinamiku, optiku, termodinamiku, statističku mehaniku, te parcijalne diferencijalne jednačine. On je uredio poznata predavanja iz teorijske fizike (nem. Vorlesungen über theoretische Physik, u 6 tomova, 1943 – 1953). On je bio među prvim naučnicima u Evropi koji su prihvatili i generalizovali Borov model atoma, uključivši specijalnu relativnost i eliptične staze. Primenom novih pravila kvantizacije uveo je tri kvantna broja ( - radijalni kvantni broj,  - kvantni broj ugaone količine kretanja,  - glavni kvantni broj koji odgovara Borovom celom broju). Njegov je rad urodio uvođenjem bezdimenzione konstante fine strukture (1915) u atomsku i kvantnu fiziku. Zomerfeldov udžbenik Građa atoma i spektralne linije (nem. Atombau und Spektrallinien, 1916) temelj je razvoja kvantne mehanike. Imao je dar za otkrivanje i razvoj talenata u fizici: četiri njegova doktoranta (W. K. Heisenberg, V. Pauli, P. Debaj i H. A. Bete) i dvojica poslediplomskih studenata (L. C. Pauling i I. I. Rabi) dobili su Nobelove nagrade. Za fundamentalne doprinose u atomskoj, te doprinose kvantnoj fizici i razvoju moderne teorijske fizike, primio je Lorentcovu, Plankovu i Erstedovu medalju; bio je član Kraljevskog društva (eng. Royal Society) od 1926, te američke, sovjetske i indijske akademije.

## Doprinosi

### Konstanta fine strukture
Konstanta fine strukture (oznaka α) je prirodna konstanta, bezdimenziona veličina u fizici elementarnih čestica koja opisuje jačina međudelovanja između električkih naelektrisanih čestica i fotona. Ona je konstanta vezanja u elektromagnetskim delovanjima, a određuje finu strukturu (cepanje spin–staza) u atomskim spektrima. Njena definicija i vrednost su:
{\displaystyle \alpha ={\frac {e^{2}}{\hbar \cdot c\cdot \ 4\cdot \pi \cdot \varepsilon _{0}}}=7,297\,352\,5376(50)\times 10^{-3}={\frac {1}{137,035\,999\,679(94)}}}
gde je:
- e - elementarni naboj;
- ħ = h/2π - redukovana Plankova konstanta;
- - brzina svetlosti u vakuumu;
- ε0 - dielektrična permitivnost vakuuma.

Konstantu fine strukture u fiziku je uveo A. Zomerfeld, proširujući Borov model atoma uključivanjem relativističkih pojava i eliptičnih staza kretanja elektrona, te kvantizirajući energiju, linearnu i ugaonu količinu kretanja. Konstanta fine strukture je važna u teorijskim proračunima i razumevanju elektromagnetskih međudelovanja i zračenja te ulazi u matrične elemente različitih elektromagnetskih procesa, određujući njihove udarne preseke i raspade.

### Kvantni broj
Kvantni broj je broj koji opisuje kvantnomehaničko stanje elektrona u atomu, nukleona u atomskom jezgru i subatomskih čestica (kvark, lepton i čestice prenosnice polja temeljnih delovanja). Kvant i kvantni broj u fiziku je uveo M. Plank 1900. kako bi objasnio zračenje crnoga tela i slaganje teorije crnoga tela s eksperimentima. U modernoj fizici pod pojmom kvantizacije podrazumeva se prelaz iz zakonitosti klasične fizike u kvantnu mehaniku. Kvantizovanje gravitacije jedan je od najvećih problema savremene fizike elementarnih čestica i kosmologije.
Tipično je značenje kvantnih brojeva stanjâ elektrona u atomu sledeće:
- glavni kvantni broj  određuje svojstvene vrednosti energije elektrona,
- orbitalni kvantni broj  određuje vrednost ugaone količine kretanja elektrona u kvantnim stazama,
- magnetski kvantni broj  određuje moguće orijentacije ugaone količine kretanja u odnosu na osu spoljašnjeg magnetnoga polja,
- a kvantni broj spina s određuje spinsku ugaonu količinu kretanja elektrona.

Ukupni broj različitih stanja u atomu za kvantne brojeve n, l i m iznosi (2 l + 1), a zbog dve spinske orijentacije (projekcije) na spoljašnju osu taj se broj udvostručuje. Stanja elektrona u modelu Fermijevog gasa opisana su samo glavnim kvantnim brojem n i sa dve orijentacije spina. Kvanti svetlosti (foton), kao bozoni celobrojnog spina opisani su Boze-Ajnštajnovom statistikom, a istoj statistici podvrgavaju se i kvantovi oscilovanja kristalne rešetke (fonon) kao bozoni nultoga spina. Neutroni i protoni, šire hadroni, uz kvantni broj spina imaju još i kvantni broj izospina. Uz spin i ukus (gornji, donji, strani …), kvarkovi nose i kvantni broj jakoga naboja, koji se uobičajeno naziva bojom (crvena, zelena, plava), a antikvarkovi odgovarajuću antiboju. Teorija polja boje u kvantnom obliku poznata je kao kvantna hromodinamika.

## Referece
1. ↑  Hoddeson, Lillian; Daitch, Vicki (28. 10. 2012). True Genius: The Life and Science of John Bardeen. Joseph Henry Press. ISBN 978-0309095112.
2. ↑  Born, Max (1952). „Arnold Johannes Wilhelm Sommerfeld. 1868-1951”. Obituary Notices of Fellows of the Royal Society. 8 (21): 274—296. JSTOR 768813. doi:10.1098/rsbm.1952.0018.
3. ↑  Sommerfeld, Arnold,  "Hrvatska enciklopedija", Leksikografski zavod Miroslav Krleža, www.enciklopedija.hr, 2016.
4. ↑  Konstanta fine strukture,  "Hrvatska enciklopedija", Leksikografski zavod Miroslav Krleža, www.enciklopedija.hr, 2016.
5. ↑  Kvantni broj,  "Hrvatska enciklopedija", Leksikografski zavod Miroslav Krleža, www.enciklopedija.hr, 2016.

## Literatura
- Benz, Ulrich (1975). Arnold Sommerfeld. Lehrer und Forscher an der Schwelle zum Atomzeitalter 1868–1951. Wissenschaftliche Verlagsgesellschaft.
- Beyerchen, Alan D., Scientists Under Hitler: Politics and the Physics Community in the Third Reich (Yale, 1977)
- Born, Max, Arnold Johannes Wilhelm Sommerfeld, 1868–1951, „Arnold Johannes Wilhelm Sommerfeld 1868-1951”. Obituary Notices of Fellows of the Royal Society. 8 (21): 274—296. 1952. doi:10.1098/rsbm.1952.0018.
- Cassidy, David C. (1992). Uncertainty: The Life and Science of Werner Heisenberg. W. H. Freeman and Company. ISBN 978-0-7167-2503-9.. (Since Werner Heisenberg was one of Sommerfeld's Ph.D. students, this is an indirect source of information on Sommerfeld, but the information on him is rather extensive and well documented.)
- Eckert, Michael (2013). Arnold Sommerfeld: Atomphysiker und Kulturbote 1868-1951. Eine Biografie. Deutsches Museum, Wallstein Verlag.
- Eckert, Michael, trans. Tom Artin, Arnold Sommerfeld: Science, Life and Turbulent Times, 1868-1951 (Springer, 2013)
- Eckert, Michael, Propaganda in science: Sommerfeld and the spread of the electron theory of metals, Eckert, Michael (1987). „Propaganda in Science: Sommerfeld and the Spread of the Electron Theory of Metals”. Historical Studies in the Physical and Biological Sciences. 17 (2): 191—233. JSTOR 27757582. doi:10.2307/27757582.
- Eckert, Michael (1999). „Mathematics, Experiments, and Theoretical Physics: The Early Days of the Sommerfeld School”. Physics in Perspective. 1 (3): 238—252. Bibcode:1999PhP.....1..238E. doi:10.1007/s000160050021.
- Hentschel, Klaus (Editor) and Ann M. Hentschel (Editorial Assistant and Translator), Physics and National Socialism: An Anthology of Primary Sources (Birkhäuser, 1996)
- Jungnickel, Christa and Russell McCormmach. Intellectual Mastery of Nature. Theoretical Physics from Ohm to Einstein, Volume 1: The Torch of Mathematics, 1800 to 1870. ISBN 978-0-226-41582-6.. University of Chicago Press, paper cover, 1990a.
- Jungnickel, Christa and Russell McCormmach. Intellectual Mastery of Nature. Theoretical Physics from Ohm to Einstein, Volume 2: The Now Mighty Theoretical Physics, 1870 to 1925. ISBN 978-0-226-41585-7.. University of Chicago Press, Paper cover, 1990b.
- Kant, Horst, Arnold Sommerfeld – Kommunikation und Schulenbildung in Fuchs-Kittowski, Klaus; Laitko, Hubert; Parthey, Heinrich; Umstätter, Walther (editors), Wissenschaft und Digitale Bibliothek: Wissenschaftsforschung Jahrbuch 1998 135–152 (Verlag der Gesellschaft für Wissenschaftsforschung, 2000)
- Kirkpatrick, Paul, Address of Recommendation by Professor Paul Kirkpatrick, Chairman of the Committee on Awards, „Recipient of the 1948 Oersted Medal for Notable Contributions to the Teaching of Physics”. American Journal of Physics. 17 (5): 312—314. 28. 1. 1949. Bibcode:1949AmJPh..17..312.. doi:10.1119/1.1989584. (1949). Address preceding award to Arnold Sommerfeld, recipient of the 1948 Oersted Medal for Notable Contributions to the Teaching of Physics,.
- Kragh, Helge (2002). Quantum Generations: A History of Physics in the Twentieth Century. Princeton University Press. ISBN 978-0-691-01206-3.. (Princeton University Press, fifth printing and first paperback printing).
- Kuhn, Thomas S., John L. Heilbron, Paul Forman, and Lini Allen, Sources for History of Quantum Physics (American Philosophical Society, 1967)
- Mehra, Jagdish, and Helmut Rechenberg (1982). The Historical Development of Quantum Theory. Volume 1, Part 1, The Quantum Theory of Planck, Einstein, Bohr and Sommerfeld 1900–1925: Its Foundation and the Rise of Its Difficulties. Springer. ISBN 978-0-387-95174-4.
- Pauling, L. (1951). „Arnold Sommerfeld: 1868-1951”. Science. 114 (2963): 383—384. Bibcode:1951Sci...114..383P. PMID 17811720. doi:10.1126/science.114.2963.383.
- Singh, Rajinder (10. 12. 2001). „"Arnold Sommerfeld – The Supporter of Indian Physics in Germany"” (PDF). Current Science. 81 (11): 1489—1494. Архивирано из оригинала (PDF) 27. 03. 2007. г. Приступљено 01. 03. 2019..
- Walker, Mark (1995). Nazi Science: Myth, Truth, and the German Atomic Bomb. Persius. ISBN 978-0-306-44941-3.

## Spoljašnje veze
- - together with. „Presentation, including many historical pictures” (PDF). Архивирано из оригинала (PDF) 03. 03. 2016. г. Приступљено 01. 03. 2019.}-
- O'Connor, John J.; Robertson, Edmund F. „Arnold Zomerfeld”. MacTutor History of Mathematics archive. University of St Andrews.
- Arnold Sommerfeld на сајту Пројекат Гутенберг (језик: енглески)
- Arnold Zomerfeld на сајту Internet Archive (језик: енглески)